# John S. Foster Jr.
Pour les articles homonymes, voir Foster.
John Stuart Foster, Jr., né le 18 septembre 1922 à New Haven (Connecticut) et mort le 25 avril 2025 à Goleta (Californie), est un physicien américain, surtout connu en tant que quatrième directeur du Laboratoire national Lawrence Livermore et en tant que directeur de la recherche et de l'ingénierie de la défense sous quatre secrétaires à la Défense et deux présidents.

## Biographie

### Jeunesse et éducation
John S. Foster Jr. est né le 18 septembre 1922 à New Haven (Connecticut). Il obtient son baccalauréat ès sciences en 1948 de l'Université McGill, où son père, le physicien canadien John Stuart Foster, est membre du corps professoral. Il obtient son doctorat en physique de l'Université de Californie à Berkeley en 1952, alors qu'il travaille au Laboratoire national Lawrence Livermore de l'université en Californie. En 1979, il reçoit un doctorat honorifique en sciences de l'Université du Missouri.

### Début de carrière
Pendant la Seconde Guerre mondiale, avant d'obtenir son baccalauréat, John S. Foster Jr. commence sa carrière au Radio Research Laboratory de l'Université de Harvard. Il est conseiller de la 15e armée de l'air sur les radars et les contre-mesures radar dans le théâtre d'opérations méditerranéen en 1943 et 1944. Au cours des étés 1946 et 1947, il travaille sur le projet d'énergie nucléaire canadien à Chalk River, en Ontario.

### Laboratoire Lawrence Livermore
En 1952, John S. Foster Jr. est recruté au Lawrence Livermore Laboratory par le fondateur Edward Teller et devient chef de division en physique expérimentale. Il est promu directeur associé en 1958, directeur du Livermore Laboratory et directeur associé du Lawrence Berkeley National Laboratory en 1961, postes qu'il occupe jusqu'en 1965.

### Département de la Défense

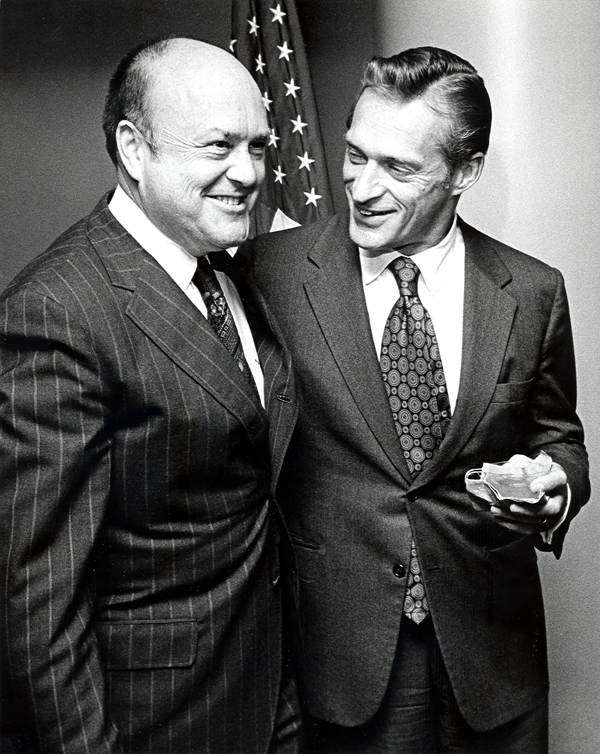
John S. Foster Jr. et le secrétaire à la Défense Melvin Laird en 1972.

John S. Foster Jr. est nommé directeur de la recherche et de l'ingénierie pour la défense, poste alors considéré comme celui de numéro trois au ministère de la Défense, par le secrétaire à la Défense Robert McNamara en octobre 1965. Il occupe ce poste jusqu'en juin 1973, servant sous les présidents Johnson et Nixon, et sous les secrétaires à la Défense McNamara, Clifford, Laird et Richardson.

### Fin de carrière
À partir de 1973, John S. Foster Jr. est vice-président, science et technologie de TRW, prenant sa retraite en 1988. Il continue à siéger au conseil d'administration de TRW de 1988 à 1994. Il est consultant auprès de Northrop Grumman, Ninesigma, Wackenhut Services, Inc. et Defense Group, Inc. Il est également président du conseil d'administration de Pilkington Aerospace, Inc. et président de Technology Strategies and Alliances.
De 1973 à 1990, il est membre du Conseil consultatif du renseignement étranger du président. Il est membre du Conseil des sciences de la défense, dont il est président de janvier 1990 à juin 1993.
John S. Foster Jr. a eu 100 ans en septembre 2022. Il continue à conseiller et à encadrer les scientifiques de Livermore dans les années 2020.

## Prises de position
Les positions publiques de John S. Foster Jr. ont toujours reflété son soutien à un solide stock nucléaire américain,.
Sous l'administration George W. Bush, John S. Foster Jr. est un ardent défenseur du retour aux essais nucléaires et de la conception d'une nouvelle génération d'armes nucléaires américaines. Il préside le « Panel pour évaluer la fiabilité, la sûreté et la sécurité du stock nucléaire des États-Unis », créé en 1998 par le sénateur républicain Jon Kyl de l'Arizona, un adversaire de longue date du traité d'interdiction complète des essais nucléaires. Le panel, populairement connu sous le nom de « Foster Panel », publie plusieurs rapports préconisant une augmentation des dépenses d'armement,.
John S. Foster Jr. est un membre éminent de la commission d'évaluation de la menace pour les États-Unis d'attaque par impulsion électromagnétique (EMP), établie par la loi de 2001 sur l'autorisation de la défense. Le rapport de la commission appelle à des mesures défensives fortes dans un large éventail d'industries et de services publics.

## Honneurs et récompenses
John S. Foster Jr. reçoit le prix du fondateur de la National Academy of Engineering en 1989 et le Prix Enrico-Fermi en 1992. Parmi les autres récompenses, citons le Prix Ernest-Orlando-Lawrence de la Commission de l'énergie atomique (1960), les médailles de la fonction publique du ministère de la Défense (1969, 1973, 1993), l'élection à l'Académie nationale d'ingénierie des États-Unis (1969), le James Forrestal Memorial Award (1969), le trophée HH Arnold (1971), la médaille Crowell (1972), le prix WEMA (1973) et la croix de chevalier commandant (insigne et étoile) de l'Ordre du mérite de la République fédérale d'Allemagne (1974). John S. Foster Jr. est commandeur de la Légion d'honneur française.